# Enno
Enno es una aldea del municipio de Nõo, en el condado de Tartu, Estonia, con una población censada a final del año 2011 de 17 habitantes. 
Se encuentra ubicada en el centro-sur del condado, cerca del río Emajõgi, del lago Võrtsjärv y de la frontera con el condado de Viljandi.